# Багаутдінов Рем Махмудович
Рем Махму́дович Багаутді́нов (псевдонім Рем Багаутдин; нар. 14 грудня 1927, Казань) — український радянський живописець, графік, іконописець; член Спілки радянських художників України з 1959 року.

## Біографія
Народився 14 грудня 1927 року в місті Казані (нині Татарстан, Росія). Брат художника Рафаеля Багаутдінова. У 1937 році його сім'я зазнала репресій — батька розстріляли, а мати 15 років відбула у Мордовських таборах. Разом з молодшим братом опинився у трудових колоніях Української РСР, а під час німецько-радянської війни — Кавказу та Середньої Азії.
1951 року закінчив Київську художню школу; упродовж 1951—1957 років навчався у Київському художньому інституті, де його викладачами були зокрема Олена Яблонська, Євген Волобуєв, Карпо Трохименко. Дипломна робота — картина «Поповнення до Щорса». Жив у Києві у будинку на вулиці Дашавській, № 27, квартира № 58.
Унаслідок переслідування з боку радянської влади, у 1973 році спочатку емігрував до Австрії, а потім переїхав до Канади. З кінця 1970-х років живе у місті Глен Спеї у США.

## Твочість
Працював в галузі плаката, монументально-декоративного мистецтва (майстер ікон та композицій на релігійні й історико-церковні теми у техніці металопластики), книжкової графіки та станкового живопису. Серед робіт:
плакати
- серія «Комсомол в труді та боротьбі» (1958, у співавторстві з Тимофієм Лящуком та Олександром Семенком);
- «Народ і партія — єдині» (1963);
- «Здраствуй, земля цілинна» (1963);
- «Комунізм стверджує на землі мир» (1963);
- «Завжди за порадою до Леніна» (1966)
- «З перемогою додому повертайся, соколе мій» (1967);

живопис
- «Земля» (1960);
- «Бабусин улюбленець» (1973);
- «Тайна вечеря» (1979);
- «Козаччина» (1987);
- «Володимир Великий» (1990);
- «Ярослав Мудрий — тесть Європи» (1990);
- «Мазепа і Мотря» (1990);
- «Плач Ярославни» (1991);
- «Ніч проти Івана Купала» (1991);
- «Гетьман Дорошенко» (1991);
- «Військо Запорозьке» (1992);
- «Княгиня Ольга з онуками» (1993);
- «Вселенський день» (1998);
- «Суд Соломона» (2000).

карбування
- «Великодній обід»
- «Мадонна»;
- «Хрещення Русі-України».

Автор ілюстрацій до:
- дитячої книги Йосипа Курлата «Добрий малюнок» (1961);
- твору Наталі Забіли «Повість про Жовтень» (Київ, 1967).

В СРСР брав участь у всеукраїнських виставках з 1957 року, всесоюзних з 1958 року, зокрема у:
- всесоюзній художній виставці «40 років ВЛКСМ» (Москва, 1958);
- всесоюзній виставці плакату (Київ, 1959);
- республіканській художній виставці привсяченій 40-річчю ВЛКСМ (Київ, 1959);
- виставці книги, графіки і плакату УРСР, присвяченій ХХІ з'їзду КПРС і з'їзду КП України (Київ, 1959);
- художній виставці «Радянська Україна» (Київ, 1960);
- всесоюзній виставці плакату (Москва, 1963);
- республіканській виставці радянської графіки «1917—1962» (Київ, 1963).

У США брав участь у виставках українськиї митців діаспори.
Ікони й інші композиції зберігаються у громадських установах США, зокрема:
- триптих «Адам і Єва» (1985) в медичному інституті Детройта;
- композиція з 52-х частин «Слава України» (1988) в унівенситеті Піттсбурґа;
- триптих «Козацьке весілля» (1993) в українському Посольстві у Вашингтоні;
- цикли композицій «Життя Діви Марії» (1977) та «Страсті Христові» (1990) у церкві Бінгемтона.